# Winslow Township (Illinois)
Die Winslow Township ist eine von 18 Townships im Stephenson County im Nordwesten des US-amerikanischen Bundesstaates Illinois.

## Geografie
Die Winslow Township liegt im Nordwesten von Illinois an der Grenze zu Wisconsin. Der Mississippi, der die Grenze zu Iowa bildet, befindet sich rund 55 km westlich.
Die Winslow Township liegt auf 42°29′05″ nördlicher Breite und 89°50′19″ westlicher Länge und erstreckt sich über eine Fläche von 74,33 km². Die Township wird in Nord-Süd-Richtung vom aus Wisconsin kommenden Pecatonica River durchflossen, einem Nebenfluss des Rock River.
Die Winslow Township liegt im äußersten Nordwesten des Stephenson County, grenzt im Norden an das Lafayette und das Green County in Wisconsin sowie im Westen an das Jo Daviess County. Innerhalb des Stephenson County grenzt die Winslow Township im Osten an die Oneco Township, im Südosten an die Waddams Township und im Süden an die West Point Township.

## Verkehr
Durch die Township verläuft in Nord-Süd-Richtung die Illinois State Route 73. Alle weiteren Straßen sind untergeordnete und zum Teil unbefestigte Fahrwege.
Der nächstgelegene Flugplatz ist der rund 45 km südöstlich gelegene Albertus Airport bei Freeport, dem Zentrum der Region.

## Bevölkerung
Bei der Volkszählung im Jahr 2010 hatte die Township 633 Einwohner. Neben Streubesiedlung gibt es mit Winslow nur eine selbstständige Gemeinde (mit dem Status „Village“).